# صبحاء العياضي
صبحاء العياضي قرية من قرى محافظة الحناكية في منطقة المدينة المنورة في السعودية، تقع شرق المدينة المنورة 

## التاريخ
سكانها هم العياضات من بني عمرو من حرب